# Josef Schrank
Josef Karl Schrank (* 31. Jänner 1838 in Wien; † 15. Mai 1907 ebenda) war ein österreichischer Mediziner.
Sein Vater war Advokaturskonzipient und sein Bruder Johann Ferdinand Schrank (1830–1881) später Politiker und Pädagoge.
Josef Schrank studierte am Polytechnischen Institut in Wien zunächst 1856–1861 an der technischen Abteilung und 1859–1861 an der kommerziellen Abteilung. Die beantragte Eröffnung einer privaten Handelsschule bekam er 1863 genehmigt. Ab 1862 studierte er an der Universität Medizin und wurde 1868 zum Dr. med. promoviert.
Kurzzeitig wirkte er am Wiener Krankenhaus, als Assistent in Salzburg und ließ sich 1869 in Wien als praktischer Arzt nieder. Ab 1873 war er Armenarzt für den VIII. Bezirk und ab 1879 Polizeibezirksarzt.
Er widmete sich der Bakteriologie und eröffnete 1891 eine bakteriologische Untersuchungsanstalt, in dem er auch Kurse für Apotheker und Pharmazeuten anbot.
Infolge seiner Beschäftigung mit medizinisch-sittenpolizeilicher Themen wurde er Präsident der 1902 gegründeten  Österreichischen Liga zur Bekämpfung des Mädchenhandels (später: Österreichische Mädchen- und Kinderschutzliga).

## Belege
1. ↑  O. Nowotny: Schrank, Josef (Karl). In: Österreichisches Biographisches Lexikon 1815–1950 (ÖBL). Band 11, Verlag der Österreichischen Akademie der Wissenschaften, Wien 1999, ISBN 3-7001-2803-7, S. 176.

| Personendaten    | Personendaten                            |
| ---------------- | ---------------------------------------- |
| NAME             | Schrank, Josef                           |
| ALTERNATIVNAMEN  | Schrank, Josef Karl (vollständiger Name) |
| KURZBESCHREIBUNG | österreichischer Mediziner               |
| GEBURTSDATUM     | 31. Januar 1838                          |
| GEBURTSORT       | Wien                                     |
| STERBEDATUM      | 15. Mai 1907                             |
| STERBEORT        | Wien                                     |